# ФК Ветерник
ФК Ветерник је фудбалски клуб из Ветерника, насеља Новог Сада, и тренутно се такмичи у Градској лиги Нови Сад, петом такмичарском нивоу српског фудбала.
Клуб је у сезони 2011/12. након седам одиграних кола одустао од такмичења у Српској лиги Војводина, па је тако пребачен два ранга ниже, у Подручну фудбалску лигу Нови Сад.

## Успеси
- Српска лига Војводина
Другопласирани (2): 2009/10, 2010/11.

- Војвођанска лига Запад
Освајач (2): 1997/98, 2008/09.

- Новосадска лига
Освајач (2): 2014/15, 2020/21.
Другопласирани (1): 2018/19.